# Moulin du Burdin
De Moulin du Burdin is een voormalige watermolen in de Franse gemeente Les Belleville in het departement Savoie. Ze bevindt zich op 1450 meter boven zeeniveau aan de Doron de Belleville tussen de gehuchten Praranger en Les Granges. Ze dateert mogelijk uit de 17e eeuw en fungeerde tot 1960 als korenmolen, en was collectief eigendom van Les Granges. In 1996 kocht de gemeente de oude molen aan en restaureerde het gebouw, het mechanisme en de omgeving.